# Cabeza (álbum)
Cabeza es el primer disco de Pez, grupo de rock argentino. Fue grabado en vivo el 17 de octubre de 1994 en los Estudios del Abasto y editado por el sello independiente Discos Milagrosos en diciembre del mismo año.
Los responsables de la grabación y mezcla fueron Mariano Esain y Leandro Maciel. El disco fue masterizado en La Lucila por Mario Breuer. El arte del disco fue realizado por el diseñador gráfico Hernán Archivado el 22 de marzo de 2007 en Wayback Machine..

## Canciones
1. Rompe el alba
2. Lo que se ve no es lo real
3. Introducción declaración adivinanza
4. ...Y el barco se llama Ganga Yamuna
5. Edificios (Cavernas 2)
6. Talismán (Minimal/Barbieri/Barbieri/Esaín)
7. Cortapescuezos
8. Pensar en nada (León Gieco)
9. Dios no existe
10. Creo firmemente en la reencarnación y en mi próxima vida seré una hamburguesa con queso
11. Cae y nada pasa
12. La alma de Ana
13. El hombre al que nada perturba
14. Rompo tu piel de asno

Todas las letras y música de Ariel Minimal, Alez y Poli Barbieri; excepto donde se indica

## Personal

### Pez
- Ariel Minimal: voz, guitarras y coros
- Pablo Poli Barbieri: batería, percusión y coros
- Alejandro Alez Barbieri: bajo y coros

### Músicos invitados
- Mariano Esain: coros
- Gustavo Fósforo García: coros

## Datos
- El disco fue editado originalmente por el sello independiente Discos Milagrosos. Tras el cierre de las oficinas de éstos, en 1997, los derechos pasaron a manos de Pez, quienes reeditaron el disco en 2000 junto con su sucesor Quemado y luego en solitario.
- La primera edición del álbum traía medio sahumerio sai flora en el lomo.[1]
- La tapa del disco es una foto de tres prepucios, aparentemente de los miembros de la banda.
- En la canción "Rompo tu piel de asno" se puede escuchar (exactamente en el minuto 2:08) un extracto musical de "Willie The Pimp", canción de Frank Zappa.
- En la canción "La alma de Ana" hay sección que hace una referencia musical a "One" de Metallica, confirmada por Ariel Minimal.
- El disco trae un tema oculto, que se puede escuchar hacia atrás. Es la canción "Campos de inconsciencia", que sería reiterada con el nombre de "Pequeño adelanto de magia" en Quemado (1996) y luego grabada bajo su nombre original en Frágilinvencible (2000). Dicho tema originalmente iba a formar parte del segundo disco de Martes Menta, el cual fue grabado pero no llegó a ser editado.